# حزب توده‌های کارگری
حزب توده‌های کارگری، موسان تایشوتو (به ژاپنی: 無産大衆党, Musan Taishūtō Party) یک حزب سیاسی کوتاه مدت در ژاپن بود. در ۲۲ ژوئیه ۱۹۲۸ توسط فراکسیون رونو (که قبل از انحلال این حزب در آوریل ۱۹۲۸ متعلق به حزب کارگر-کشاورز) بود، تأسیس شد.